# Renato Boccardo
Renato Boccardo (San Ambrosio de Turín, 21 de diciembre de 1952) es un eclesiástico italiano, desde el 16 de julio de 2009 arzobispo de Spoleto-Norcia.

## Biografía
Nació en San Ambrosio de Turín, en la ciudad metropolitana y archidiócesis de Turín, el 21 de diciembre de 1952.

### Formación y ministerio sacerdotal
Terminado el bachillerato, frecuentó la Universidad Pontificia de Santo Tomás de Aquino y la Pontificia Universidad Gregoriana como alumno del Almo colegio Capranica en Roma.
El 25 de junio de 1977 es ordenado presbítero en la iglesia de San Giovanni Vincenzo en San Ambrosio de Turín, por el obispo Giuseppe Garneri, obispo de Susa.
Obtiene el título en teología dogmática y la licenciatura en derecho canónico.
El 1 de mayo de 1982 entra en el servicio de la Santa Sede, prestando sus servicio en las delegaciones pontificias de Bolivia, Camerún y Francia.
De 1988 a 2003 fue uno de los ceremonieres pontificios. El 22 de julio de 1992 es nombrado responsable de la Sección Juvenil del Pontificio Consejo para los laicos y en calidad de responsable de la Sección Juvenil, coordinó la organización y la celebración de las Jornadas Mundiales de la Juventud de Denver en 1993, Manila en 1995, París en 1997 y Roma en el 2000, además de la peregrinación de los jóvenes de Europa a Loreto en 1995.
El 10 de febrero de 2001 es nombrado jefe de protocolo con encargos especiales en la Sección Asuntos Generales de la Secretaría de Estado y como responsable de la organización de los viajes del Santo Padre.

### Ministerio episcopal
El 29 de noviembre de 2003 Juan Pablo II lo nombra obispo titular de Aquipendium y secretario del Pontificio consejo de las comunicaciones sociales; sucediendo a Pierfranco Pastora, que renunció al alcanzar el límite de edad. El 24 de enero de 2004 recibió la ordenación episcopal, en la basílica de San Pedro, por el cardenal Angelo Sodano, y concelebrando los arzobispos Leonardo Sandri (luego cardinal) y Piero Marini.
El 22 de febrero de 2005 el papa lo nombra secretario general de la Gobernación del Estado de la Ciudad del Vaticano; sucediendo a Gianni Danzi, nombrado prelado de Loreto.
El 16 de julio de 2009 Benedicto XVI lo nombra arzobispo de Spoleto-Norcia; sucediendo a Riccardo Fontana, nombrado obispo, con el título ad personam de arzobispo, de Arezzo-Cortona-Sansepolcro. El 11 de octubre tomó posesión de la archidiócesis.
El 22 de diciembre de 2012 es nombrado miembro de la Congregación para las causas de los santos y el 19 de diciembre de 2013 es confirmado en el cargo.
El 2 de octubre de 2015 el consejo permanente de la Conferencia Episcopal Italiana lo nombra miembro de la Comisión episcopal para la doctrina de la fe, el anuncio y la catequesis. En la Conferencia episcopal de Umbria es delegado para la evangelización (doctrina y catequesis, ecumenismo y diálogo interreligioso, comunicaciones sociales, servicio informático regional, pastoral juvenil y oratorios).

## Obras
- Renato Boccardo; Renzo Agasso (2013).  Paoline Editoriale Libri, ed. Il "mio" Giovanni Paolo II. ISBN 9788831544160..